# دائواتالا
دائواتالا (به لاتین: Dauatala) یک منطقهٔ مسکونی در بنگلادش است که در ناحیه برگونه واقع شده‌است.